# Lipsko (gmina w województwie rzeszowskim)
Lipsko – dawna gmina wiejska istniejąca w latach 1934–1954 w woj. lwowskim i rzeszowskim (dzisiejsze woj. podkarpackie). Siedzibą władz gminy było Lipsko.

## Historia

### 1934–1939
Gmina zbiorowa Lipsko została utworzona 1 sierpnia 1934 roku w powiecie lubaczowskim w woj. lwowskim z dotychczasowych jednostkowych gmin wiejskich: Brusno Stare, Chlewiska, Huta Stara, Kadłubiska, Lipsko, Łówcza, Łukawica, Narol Wieś i Wola Wielka. Gminy te przekształcono 17 września 1934 w dziewięć gromad (sołectw) gminy Lipsko.

### 1939–1945
Podczas wojny przedzielona granicą niemiecko-sowiecką:
- mniejsza część znalazła się pod okupacją niemiecką, gdzie została włączona do powiatu zamojskiego w dystrykcie lubelskim Generalnego Gubernatorstwa. Część ta objęła gromady Lipsko, Kadłubiska i Narol Wieś oraz część Łówczy o nazwie Wola, zachowując na tym obszarze szczątkową gminę Lipsko. Gminę, liczącą w 1943 roku 3619 mieszkańców, podzielono na pięć gromad: wspomiane już Lipsko (1074 mieszkańców), Kadłubiska (779 mieszkańców) i Narol Wieś (1055 mieszkańców), ponadto Łówcza (de facto samo Wola) (294 mieszkańców) oraz nowa gromada Lipie (417 mieszkańców), wydzielona z gromady Lipsko[5].
- większa część, aczkolwiek bez siedziby, została włączona do ZSRR i utworzonego tam rejonu horynieckiego w Ukraińskiej SRR. Część ta objęła gromady Brusno Stare, Chlewiska, Huta Stara, Łukawica i Wola Wielka oraz wschodnią część gromady Łówcza (Łówczę właściwą); gromady przekształocno w sielsowiety, jakoże w ZSRR gminy zbiorowe nie funkcjonowały[6]. Wraz z wybuchem wojny niemiecko-radzieckiej 22 czerwca 1941, część ta weszła także w skład Generalnego Gubernatorstwa, natomiast nie połączono jej z gminą Lipsko, lecz włączono do reaktywowanej gminy Horyniec w powiat rawskim w dystrykcie Galicja. W skład gminy Horyniec weszły zatem[7]:
  - należące przed wojną do gminy Lipsko gromady: Brusno Stare (764 mieszkańców), Huta Stara (379 mieszkańców), Łówcza (de facto tylko część wschodnia) (1153 mieszkańców), Łukawica (939 mieszkańców) i Wola Wielka (702 mieszkańców); gromadę Chlewiska zniesiono;
  - należące przed wojną do gminy Horyniec gromady: Brusno Nowe (1384 mieszkańców), Horyniec (1900 mieszkańców), Krzywe (307 mieszkańców), Nowiny Horynieckie (565 mieszkańców), Podemszczyzna (870 mieszkańców), Rudka (422 mieszkańców) i Wulka Horyniecka (564 mieszkańców);
  - należący przed wojną do gminy Cieszanów gromadę Chotylub (1372 mieszkańców).

Latem 1944, po zajęciu terenów na wschód od Sanu przez Armię Czerwoną, podział przedwojennej gminy Lipsko zamanifestował się identycznie co w latach 1940–41 (wschodnia część weszła w skład rekatywowanego w ZSRR rejonu horynieckiego).

### 1945–1954
W marcu 1945, w wyniku wytyczenia granicy między ZSRR a Polską, cały rejon horyniecki wszedł w skład Polski, po czym reaktywowano powiat lubaczowski w szczątkowym „województwie lwowskim”. Szczątkową gminę Lipsko wyłączono z powiatu zamojskiego i włączono ponownie do powiatu lubaczowskiego, gdzie została połączona z jej przedwojenną wschodnią częścią; jedynie południowa gromada Brusno Stare nie powróciła do gminy Lipsko, lecz włączono ją do dogodniej z nią skomunikowanej gminy Horyniec (do której należała już w latach 1941–1944). Przywrócono też zniesioną podczas okupacji gromadę Chlewiska.
18 sierpnia 1945 gmina Lipsko wraz z powiatem lubaczowskim weszła w skład nowo utworzonego  województwa rzeszowskiego.
Według stanu z dnia 1 lipca 1952 roku gmina składała się z 8 gromad: Chlewiska, Huta Stara, Kadłubiska, Lipsko, Łówcza, Łukawica, Narol Wieś i Wola Wielka. 
Gmina została zniesiona 29 września 1954 roku wraz z reformą wprowadzającą gromady w miejsce gmin. Tego samego dnia część gromady Kadłubiska (przysiółek Chyże) włączono do powiatu tomaszowskiego w województwie lubelskim.
Jednostki nie przywrócono 1 stycznia 1973 roku po reaktywowaniu gmin, a jej dawny obszar wszedł głównie w skład nowo utworzonej gminy Narol w powiecie lubaczowskim województwa rzeszowskiego oraz fragmentarnie gminy Tomaszów Lubelski (Chyże) w powiecie tomaszowskim województwa lubelskiego. Od 1992 Chyże przynależy do gminy Bełżec.